# Sig-Noghin
Sig-Noghin war bis 2012 eines von fünf Arrondissements, in das Ouagadougou, die Hauptstadt des westafrikanischen Staates Burkina Faso, unterteilt war.
Das im Nordwesten gelegene Arrondissement wurde am 6. Juli 1988 gegründet und umfasste drei Sektoren (20, 21, 22) sowie die sechs Dörfer Kamboincé, Yagma, Bissighin, Bassinko, Silmiougou und Darsalam. 2006 betrug die Einwohnerzahl 163.859 Personen.